# Saxifraga forsteri
Saxifraga forsteri är en stenbräckeväxtart som beskrevs av Stein. Saxifraga forsteri ingår i Bräckesläktet som ingår i familjen stenbräckeväxter. Inga underarter finns listade i Catalogue of Life.